# Republikanische Garde (Irak)

Abzeichen der Republikanischen Garde

Die Republikanische Garde (arabisch الحرس الجمهوري العراقي) war eine Elitetruppe des ehemaligen irakischen Präsidenten Saddam Hussein, geschätzt auf eine Gesamtstärke von über 60.000 Mann in sechs Divisionen, „Adnan“, „Bagdad“, „El Nida“, „Hammurabi“, „Medina“ und „Nebukadnezar“, wobei die Medina-Division die bestausgerüstete Einheit gewesen sein soll.
Die Republikanischen Garden waren gemeinhin sowohl besser ausgebildet als auch mit besserer Ausrüstung ausgestattet als die anderen Einheiten der irakischen Streitkräfte. Die Republikanische Garde war ursprünglich von Präsident Abd as-Sallam Arif 1963 für den Schutz des Präsidenten und der Regierung (sowie der Regierungsgebäude) gebildet worden. Kern dieser Prätorianergarde bildete die damalige 20. Infanteriebrigade bzw. Soldaten aus Arifs Clan in Jumaila. Bei einem Putschversuch 1965 rettete die Loyalität dieser Truppe Arif.
Unter Präsident Saddam Hussein wurde sie zur unabhängigen Teilstreitkraft mit von der Armee getrennten Führungs- und Organisationsstrukturen umgebaut und auf über 150.000 Mann erweitert. Ihr 1st Special Corps bewährte sich im Krieg gegen den Iran.
Eine Sonderstellung hatte die so genannte Spezielle Republikanische Garde (SRG), im Straßenkampf ausgebildet und Saddam Hussein besonders ergeben, nachdem 1991 selbst einige Teile der Republikanischen Garde zu den Aufständischen übergelaufen waren. 2003 kapitulierten auch deren Generäle gleich zu Beginn des Kampfes um Bagdad in der Hoffnung, von den USA in eine neue irakische Armee übernommen zu werden.